# Erebus sumatrensis
Erebus sumatrensis là một loài bướm đêm trong họ Erebidae.